# Gilia alpina
Gilia alpina là một loài thực vật có hoa trong họ Polemoniaceae. Loài này được (Wedd.) Brand mô tả khoa học đầu tiên năm 1907.